# Taça da Liga de 2009–10
A Taça da Liga de 2009–10 foi a terceira edição da Taça da Liga de Portugal, também chamada, comercialmente, de Carlsberg Cup. O Benfica venceu a competição ao derrotar o Porto por 3–0.

## 1ª Eliminatória
Nesta fase foram disputados jogos a duas mãos entre as equipas da Segunda Liga.
O sorteio decorreu a 8 de julho de 2009 e estabeleceu os seguintes jogos para a 1ª eliminatória:
| Confronto | Equipa 1            | Resultado Agr    | Equipa 2            | 1ª mão (1 e 2 de agosto) | 2ª mão (9 de agosto) |
| --------- | ------------------- | ---------------- | ------------------- | ------------------------ | -------------------- |
| 1         | Carregado           | 1 - 2            | Sporting da Covilhã | 0 - 1                    | 1 - 1                |
| 2         | Desportivo das Aves | 1 - 2            | Estoril Praia       | 1 - 1                    | 0 - 1                |
| 3         | Beira-Mar           | 5 - 4            | Freamunde           | 5 - 1                    | 0 - 3                |
| 4         | Oliveirense         | 0 - 1            | Gil Vicente         | 0 - 1                    | 0 - 0                |
| 5         | Fátima              | 2 - 1            | Varzim              | 2 - 0                    | 0 - 1                |
| 6         | Desp. Chaves        | 3 - 3 (2–4 g.p.) | Santa Clara         | 1 - 0                    | 2 - 3                |
| 7         | Portimonense        | 1 - 1 (6–5 g.p.) | Feirense            | 1 - 1                    | 0 - 0                |
| 8         | Penafiel            | 2 - 2 (2–3 g.p.) | Trofense            | 2 - 0                    | 0 - 2                |

### 1ª Mão
| 1 de agosto de 2009 | Oliveirense | 0 – 1     | Gil Vicente        | Estádio Carlos Osório, Oliveira de Azeméis |
| 17:00               |             | Relatório | Cesinha 20' (g.p.) | Público: 774 Árbitro: Vasco Santos         |

| 1 de agosto de 2009 | Portimonense | 1 – 1     | Feirense    | Estádio Municipal de Portimão, Portimão |
| 17:00               | Nélson 50'   | Relatório | Luciano 14' | Público: 488 Árbitro: Bruno Esteves     |

| 2 de agosto de 2009 | Fátima                            | 2 – 0     | Varzim | Estádio Municipal de Fátima, Fátima |
| 16:00               | Nuno Sousa 69' · Nelson Ramos 82' | Relatório |        | Público: 421 Árbitro: Luís Reforço  |

| 2 de agosto de 2009 | D. Chaves        | 1 – 0     | Santa Clara | Estádio Municipal de Chaves, Chaves   |
| 16:00               | Carlos Pinto 72' | Relatório |             | Público: 1,280 Árbitro: Cosme Machado |

| 2 de agosto de 2009 | Carregado | 0 – 1     | Sporting da Covilhã        | Estádio Lacerda Pinto Barreiros, Carregado |
| 16:00               |           | Relatório | Tiago Alexandre 58' (p.b.) | Público: 763 Árbitro: Bruno Paixão         |

| 2 de agosto de 2009 | Desportivo das Aves      | 1 – 1     | Estoril Praia | Estádio do Clube Desportivo das Aves, Vila das Aves |
| 17:00               | Ângelo Varela 73' (p.b.) | Relatório | Élton 27'     | Público: 461 Árbitro: Marco Ferreira                |

| 2 de agosto de 2009 | Beira-Mar                                              | 5 – 1     | Freamunde | Estádio Municipal de Aveiro, Aveiro |
| 16:00               | Fangueiro 36' 68' · Artur 47' · Ishmael Yartey 86' 90' | Relatório | Bock 19'  | Público: 835 Árbitro: Carlos Xistra |

| 2 de agosto de 2009 | Penafiel               | 2 – 0     | Trofense | Estádio Municipal 25 de Abril, Penafiel |
| 16:00               | Michel 22' · Vítor 31' | Relatório |          | Público: 858 Árbitro: Artur Soares Dias |

### 2ª Mão
| 8 de agosto de 2009 | Estoril Praia | 1 – 0     | Desportivo das Aves | Estádio António Coimbra da Mota, Estoril |
| 16:00               |               | Relatório | Élton 66'           | Público: 500 Árbitro: Jorge Tavares      |

| 8 de agosto de 2009 | Gil Vicente | 0 – 0     | Oliveirense | Estádio Cidade de Barcelos, Barcelos |
| 17:00               |             | Relatório |             | Público: 1,237 Árbitro: Rui Costa    |

| 8 de agosto de 2009 | Varzim      | 1 – 0     | Fátima | Estádio do Varzim Sport Club, Póvoa de Varzim |
| 19:00               | Gonçalo 20' | Relatório |        | Público: 789 Árbitro: Hugo Pacheco            |

| 9 de agosto de 2009 | Sporting da Covilhã | 1 – 1     | Carregado       | Complexo Desportivo da Covilhã, Covilhã |
| 16:00               | Zezinho 23'         | Relatório | Miguel Rosa 83' | Público: 465 Árbitro: Luís Catita       |

| 9 de agosto de 2009 | Freamunde                             | 3 – 0     | Beira-Mar | Complexo Desportivo do Sport Clube de Freamunde, Freamunde |
| 16:00               | Emanuel 34' (g.p.) · Bertinho 35' 51' | Relatório |           | Público: 1,245 Árbitro: Hugo Miguel                        |

| 9 de agosto de 2009 | Santa Clara                        | 3 – 2 (a.p.) | D. Chaves               | Estádio de São Miguel, Ponta Delgada |
| 16:00               | Gonçalo 19' · Leandro Tatu 25' 85' | Relatório    | Clemente 5' · Bamba 52' | Público: 440 Árbitro: João Capela    |

|  |       | Penalidades |
|  | 4 – 2 |             |

| 9 de agosto de 2009 | Trofense                          | 2 – 0     | Penafiel | Estádio Clube Desportivo Trofense, Trofa |
| 16:00               | Maciel 39' · Filipe Gonçalves 63' | Relatório |          | Público: 1,929 Árbitro: Paulo Costa      |

|                                                               |       | Penalidades                                          |  |
| Hélder Sousa: Filipe Gonçalves: Ginho: Pedro Ribeiro: Mércio: | 3 – 2 | Michel: Hugo Soares: Alex Garcia: Vagner: Luís Dias: |  |

| 9 de agosto de 2009 | Feirense | 0 – 0     | Portimonense | Estádio Marcolino de Castro, Santa Maria da Feira |
| 17:00               |          | Relatório |              | Público: 1,324 Árbitro: Lucílio Baptista          |

|  |       | Penalidades |
|  | 5 – 6 |             |

## 2ª Eliminatória
Nesta fase às oito apuradas na 1ª Eliminatória juntam-se as 10 últimas equipas da Primeira Liga de 2008–09 e foram constituídos seis grupos de três equipas em confronto numa única volta.
| Alinhamento das Equipas |                      |                      |          |                   |             |                 |
| #                       | Grupo A              | Grupo B              | Grupo C  | Grupo D           | Grupo E     | Grupo F         |
| I                       | Académica de Coimbra | Vitória de Guimarães | Marítimo | Paços de Ferreira | Rio Ave     | Naval           |
| II                      | Beira-Mar            | Sporting da Covilhã  | Trofense | Estoril Praia     | Belenenses  | Santa Clara     |
| III                     | Portimonense         | Vitória de Setúbal   | Fátima   | Olhanense         | Gil Vicente | União de Leiria |

| Disposição das Jornadas     |                            |                             |
| 1ª Jornada (23 de setembro) | 2ª Jornada (28 de outubro) | 3ª Jornada (11 de novembro) |
| Equipa#I vs Equipa#II       | Equipa#II vs Equipa#III    | Equipa#III vs Equipa#I      |

| Cor da tabela                   |
| Apurados para a 3ª Eliminatória |

| Equipa (Liga)               | Pts | J | V | E | D | GM | GS | +/- |
| --------------------------- | --- | - | - | - | - | -- | -- | --- |
| Académica de Coimbra[a](LS) | 2   | 2 | 0 | 2 | 0 | 0  | 0  | 0   |
| Portimonense (LV)           | 2   | 2 | 0 | 2 | 0 | 0  | 0  | 0   |
| Beira-Mar (LV)              | 2   | 2 | 0 | 2 | 0 | 0  | 0  | 0   |

| Equipa (Liga)             | Pts | J | V | E | D | GM | GS | +/- |
| ------------------------- | --- | - | - | - | - | -- | -- | --- |
| Vitória de Guimarães (LS) | 3   | 1 | 1 | 0 | 0 | 2  | 0  | +2  |
| Sporting da Covilhã (LV)  | 3   | 2 | 1 | 0 | 1 | 2  | 2  | 0   |
| Vitória de Setúbal (LS)   | 0   | 1 | 0 | 0 | 1 | 0  | 2  | -2  |

| Equipa (Liga) | Pts | J | V | E | D | GM | GS | +/- |
| ------------- | --- | - | - | - | - | -- | -- | --- |
| Trofense (LV) | 4   | 2 | 1 | 1 | 0 | 4  | 1  | +3  |
| Fátima (LV)   | 3   | 2 | 1 | 0 | 1 | 2  | 4  | -2  |
| Marítimo (LS) | 1   | 2 | 0 | 1 | 1 | 2  | 3  | -1  |

| Equipa (Liga)          | Pts | J | V | E | D | GM | GS | +/- |
| ---------------------- | --- | - | - | - | - | -- | -- | --- |
| Estoril Praia (LV)     | 4   | 2 | 1 | 1 | 0 | 2  | 0  | +2  |
| Paços de Ferreira (LS) | 4   | 2 | 1 | 1 | 0 | 1  | 0  | +1  |
| Olhanense (LS)         | 0   | 2 | 0 | 0 | 2 | 0  | 3  | -3  |

| Equipa (Liga)    | Pts | J | V | E | D | GM | GS | +/- |
| ---------------- | --- | - | - | - | - | -- | -- | --- |
| Rio Ave (LS)     | 4   | 2 | 1 | 1 | 0 | 1  | 0  | +1  |
| Gil Vicente (LV) | 2   | 2 | 1 | 1 | 0 | 1  | 1  | 0   |
| Belenenses (LS)  | 1   | 2 | 0 | 1 | 1 | 1  | 2  | -1  |

| Equipa (Liga)        | Pts | J | V | E | D | GM | GS | +/- |
| -------------------- | --- | - | - | - | - | -- | -- | --- |
| União de Leiria (LS) | 3   | 1 | 1 | 0 | 0 | 2  | 1  | +1  |
| Santa Clara (LV)     | 1   | 2 | 0 | 1 | 1 | 2  | 3  | -1  |
| Naval (LS)           | 1   | 1 | 0 | 1 | 0 | 1  | 1  | 0   |

Legenda:
- LV - Liga de Honra

## 3ª Eliminatória
Nesta fase entraram os vencedores de cada um dos seis grupos da eliminatória anterior e os seis primeiros classificados da Liga Sagres de 2008–09. Foram constituídos três grupos com quatro clubes cada. Apuraram-se para as meias finais os vencedores dos três grupos e o melhor segundo classificado.
| Vencedores da 2ª Eliminatória - Trofense - Rio Ave - Académica de Coimbra - Estoril Praia - Vitória de Guimarães - União de Leiria | 6 primeiros classificados LS 2008–09 - Porto - Sporting - Benfica - Nacional da Madeira - Braga - Leixões |

O sorteio realizou-se a 24 de novembro de 2009, e ditou os seguintes grupos:
| Equipa (Liga)             | Pts | J | V | E | D | GM | GS | +/- |
| ------------------------- | --- | - | - | - | - | -- | -- | --- |
| Porto (LS)                | 7   | 3 | 2 | 1 | 0 | 3  | 0  | +3  |
| Académica de Coimbra (LS) | 7   | 3 | 2 | 1 | 0 | 3  | 1  | +2  |
| Leixões (LS)              | 1   | 3 | 0 | 1 | 2 | 1  | 3  | -2  |
| Estoril Praia (LV)        | 1   | 3 | 0 | 1 | 3 | 2  | 5  | -3  |

| Cor da tabela                 |
| Apurados para as Meias-Finais |
| Melhor 2º classificado        |

| Equipa (Liga)        | Pts | J | V | E | D | GM | GS | +/- |
| -------------------- | --- | - | - | - | - | -- | -- | --- |
| Sporting (LS)        | 9   | 3 | 3 | 0 | 0 | 5  | 2  | +3  |
| Trofense (LV)        | 4   | 3 | 1 | 1 | 1 | 2  | 2  | 0   |
| Braga (LS)           | 3   | 3 | 1 | 0 | 2 | 5  | 4  | +1  |
| União de Leiria (LS) | 1   | 3 | 0 | 1 | 2 | 3  | 7  | -4  |

| Equipa (Liga)             | Pts | J | V | E | D | GM | GS | +/- |
| ------------------------- | --- | - | - | - | - | -- | -- | --- |
| Benfica (LS)              | 7   | 3 | 2 | 1 | 0 | 4  | 2  | +2  |
| Rio Ave (LS)              | 4   | 3 | 1 | 1 | 1 | 4  | 4  | 0   |
| Nacional da Madeira (LS)  | 4   | 3 | 1 | 1 | 1 | 2  | 2  | 0   |
| Vitória de Guimarães (LS) | 1   | 3 | 0 | 1 | 2 | 2  | 4  | -2  |

Legenda:
- LV - Segunda Liga

## Meias finais
Apuraram-se para as meias finais  os vencedores dos três grupos e o melhor segundo classificado da 3ª Eliminatória.
Sorteio
No sorteio teve dois potes, sabendo-se à partida que as duas melhores equipas, Sporting e Porto (melhor que o Benfica pela diferença entre o número de golos marcados e sofridos) jogariam no seu estádio.
| Pote A   | Pote B               |
| -------- | -------------------- |
| Sporting | Benfica              |
| Porto    | Académica de Coimbra |

Jogos
Os jogos realizaram-se  a 9 e 10 de fevereiro.
| Jogo | (Liga)Equipa 1 | Resultado | Equipa 2(Liga)            |
| ---- | -------------- | --------- | ------------------------- |
| 1    | (LS)Porto      | 1 - 0     | Académica de Coimbra (LS) |
| 2    | (LS) Sporting  | 1 - 4     | Benfica (LS)              |

| 9 de fevereiro de 2010 | Sporting    | 1 - 4     | Benfica                                                  | Alvalade XXI, Lisboa                          |
| 20:15                  | Liedson 36' | Relatório | David Luiz 7' · Ramires 29' · Luisão 67' · Cardozo 90+4' | Público: 30,081 Árbitro: Olegário Benquerença |

| 10 de fevereiro de 2010 | Porto                | 1 - 0     | Académica de Coimbra | Estádio do Dragão, Porto               |
| 20:15                   | Mariano González 82' | Relatório |                      | Público: 22,702 Árbitro: Pedro Proença |

## Final
O jogo da final realizou-se no dia 21 de março de 2010, no Estádio Algarve, em Faro, entre Benfica e Porto.
| 21 de março de 2010 | Benfica                                                     | 3 – 0     | Porto | Estádio do Algarve, Faro             |
| 19:15               | Ruben Amorim 10' · Carlos Martins 45' · Óscar Cardozo 90+2' | Relatório |       | Público: 23,430 Árbitro: Jorge Sousa |

| Benfica | Porto |

| Benfica:    |    |                |     |     |
|             |    |                |     |     |
| GR          | 12 | Quim           |     |     |
| DD          | 13 | Maxi Pereira   | 39' |     |
| DC          | 4  | Luisão (c)     |     |     |
| DC          | 23 | David Luiz     |     |     |
| DE          | 18 | Fábio Coentrão | 86' |     |
| MC          | 2  | Airton         |     |     |
| MD          | 5  | Ruben Amorim   |     |     |
| MC          | 17 | Carlos Martins |     | 67' |
| ME          | 20 | Di María       |     |     |
| AV          | 10 | Aimar          | 45' | 62' |
| AV          | 31 | Alan Kardec    |     | 77' |
| Suplentes   |    |                |     |     |
| GR          | 1  | Moreira        |     |     |
| DC          | 27 | Sidnei         |     |     |
| MD          | 6  | Javi García    |     |     |
| MD          | 8  | Ramires        | 89' | 67' |
| AV          | 21 | Nuno Gomes     |     |     |
| AV          | 30 | Saviola        |     | 62' |
| AV          | 7  | Cardozo        |     | 77' |
| Treinador:  |    |                |     |     |
| Jorge Jesus |    |                |     |     |

| Porto:            |    |                 |     |     |
|                   |    |                 |     |     |
| GR                | 33 | Nuno            |     |     |
| DD                | 22 | Miguel Lopes    | 11' | 45' |
| DC                | 14 | Rolando         |     |     |
| DC                | 2  | Bruno Alves (c) | 45' |     |
| DE                | 15 | Álvaro Pereira  |     |     |
| MD                | 25 | Fernando        |     |     |
| MC                | 28 | Rúben Micael    |     | 45' |
| MC                | 3  | Raul Meireles   |     |     |
| MD                | 7  | Belluschi       | 37' | 71' |
| ME                | 10 | Rodríguez       |     |     |
| AV                | 9  | Falcao          |     |     |
| Suplentes:        |    |                 |     |     |
| GR                | 24 | Beto            |     |     |
| DD                | 13 | Fucile          | 52' | 46' |
| DC                | 16 | Maicon          |     |     |
| MD                | 6  | Guarín          |     |     |
| MD                | 20 | Tomás Costa     |     |     |
| MC                | 8  | Valeri          |     | 46' |
| AV                | 29 | Orlando Sá      |     | 71' |
| Treinador:        |    |                 |     |     |
| Jesualdo Ferreira |    |                 |     |     |

## Campeão
| Taça da Liga de 2009–10 |
| ----------------------- |
| Benfica 2º título       |